# Panhuitz
Panhuitz är en ort i Mexiko.   Den ligger i kommunen Tila och delstaten Chiapas, i den sydöstra delen av landet, 700 km öster om huvudstaden Mexico City. Panhuitz ligger 1 135 meter över havet och antalet invånare är 159.
Terrängen runt Panhuitz är bergig åt nordväst, men åt sydost är den kuperad. Runt Panhuitz är det ganska tätbefolkat, med 111 invånare per kvadratkilometer. Närmaste större samhälle är Petalcingo, 14,9 km söder om Panhuitz. I omgivningarna runt Panhuitz växer i huvudsak städsegrön lövskog.